# Groupe du Drakensberg
Le groupe du Drakensberg est un groupe géologique qui tient son nom du massif du même nom car il forme la partie supérieure de la chaîne de montagnes. Il s'étend sur la majeure partie du Lesotho et en quelques endroits du Cap-Oriental, du KwaZulu-Natal et de l'État libre en Afrique du Sud. Il fait partie de la province ignée du Karoo qui couvre une notable partie de l'Afrique australe.

## Contexte
| Période                                          | Groupe            | Formation à l'ouest du 24°E | Formation à l'est du 24°E | Strate (cénozone) |
| ------------------------------------------------ | ----------------- | --------------------------- | ------------------------- | ----------------- |
| Jurassique                                       | Drakensberg       | Hiatus                      | Drakensberg               |                   |
| Jurassique                                       | Stormberg         | Hiatus                      | Clarens                   |                   |
| Trias                                            | Stormberg         | Hiatus                      | Elliot                    |                   |
| Trias                                            | Stormberg         | Hiatus                      | Molteno                   |                   |
| Trias                                            | Beaufort          | Hiatus                      |                           |                   |
| Trias                                            | Burgersdorp       | Hiatus                      | Cynognathus (en)          |                   |
| Trias                                            | Katberg           | Hiatus                      | Lystrosaurus (en)         |                   |
| Trias                                            | Balfour           | Hiatus                      |                           |                   |
| Permien                                          | Dicynodon (en)    | Hiatus                      |                           |                   |
| Permien                                          | Teekloof          |                             |                           |                   |
| Permien                                          | Cistecephalus     |                             |                           |                   |
| Permien                                          | Middleton         |                             |                           |                   |
| Permien                                          | Tropidostoma (en) |                             |                           |                   |
| Permien                                          | Pristerognathus   |                             |                           |                   |
| Permien                                          | Abrahams-Kraal    | Koonap                      |                           |                   |
| Permien                                          | Abrahams-Kraal    | Koonap                      | Tapinocephalus (en)       |                   |
| Permien                                          | Abrahams-Kraal    | Koonap                      | Eodicynodon (en)          |                   |
| Permien                                          | Ecca              | Waterford                   | Waterford                 |                   |
| Permien                                          | Ecca              | Tierberg / Fort Brown       | Fort Brown                |                   |
| Permien                                          | Ecca              | Laingsburg / Ripon          | Ripon                     |                   |
| Permien                                          | Ecca              | Collingham                  | Collingham                |                   |
| Permien                                          | Ecca              | White Hill                  | White Hill                |                   |
| Permien                                          | Ecca              | Prince Albert               | Prince Albert             |                   |
| Carbonifère                                      | Dwyka             | Elandsvlei                  | Elandsvlei                |                   |
| Références : Rubidge 2005, Selden et Nudds 2011. |                   |                             |                           |                   |

Le groupe du Drakensberg se forme il y a environ 182 millions d'années au Jurassique inférieur lorsque la partie du Gondwana qui constitue l'actuelle Afrique passe au-dessus du point chaud de l'île Bouvet,, ce qui cause la rupture de la croûte terrestre sous le supergroupe du Karoo ; cela libère d'énormes volumes de laves basaltiques qui s'épanchent sur le désert de Clarens, couvrant presque toute la zone correspondant à l'Afrique australe actuelle ainsi que d'autres parties du Gondwana. La couche de lave qui s'accumule au fil des éruptions fait jusqu'à 1,6 km d'épaisseur, notamment à l'est, là où se situe l'actuel Lesotho. Ce déversement massif de lave met brutalement fin au phénomène de sédimentation dans le Karoo,. Ce sont des réseaux de dykes et de sills qui amènent les laves basaltiques et andésitiques à la surface, formant les trapps du groupe du Drakensberg,,. Il contient quelques roches sédimentaires (grès, lapilli, pyroclastite) et, pour l'essentiel, des roches magmatiques, basaltes et andésites, contenant des dykes, des sills et des diatrèmes qui correspondent à la formation de la province ignée du Karoo-Ferrar, l'une des plus grandes effusions continentales de basalte. La formation de la province magmatique proprement dite s'étend de 200 à 130 millions d'années,.
Le groupe a été divisé en deux formations, toutes les deux composées essentiellement de basalte tholéitique mais présentant des caractéristiques géochimiques distinctes. On distingue la « formation de Barkly East », la seule du groupe du Drakensberg à contenir des roches sédimentaires (grès, lapilli et roches pyroclastiques). Ces roches sédimentaires se trouvent uniquement dans la partie inférieure et sont intertratifiées avec le basalte. La « formation du Lesotho », plus récente que la précédente, est entièrement composée de basalte tholéitique. On trouve en certains endroits du Lesotho des structures de lave en coussin, ce qui indique une extrusion basaltique sous-marine, probablement dans de grands lacs.[réf. souhaitée]

## Extension géographique

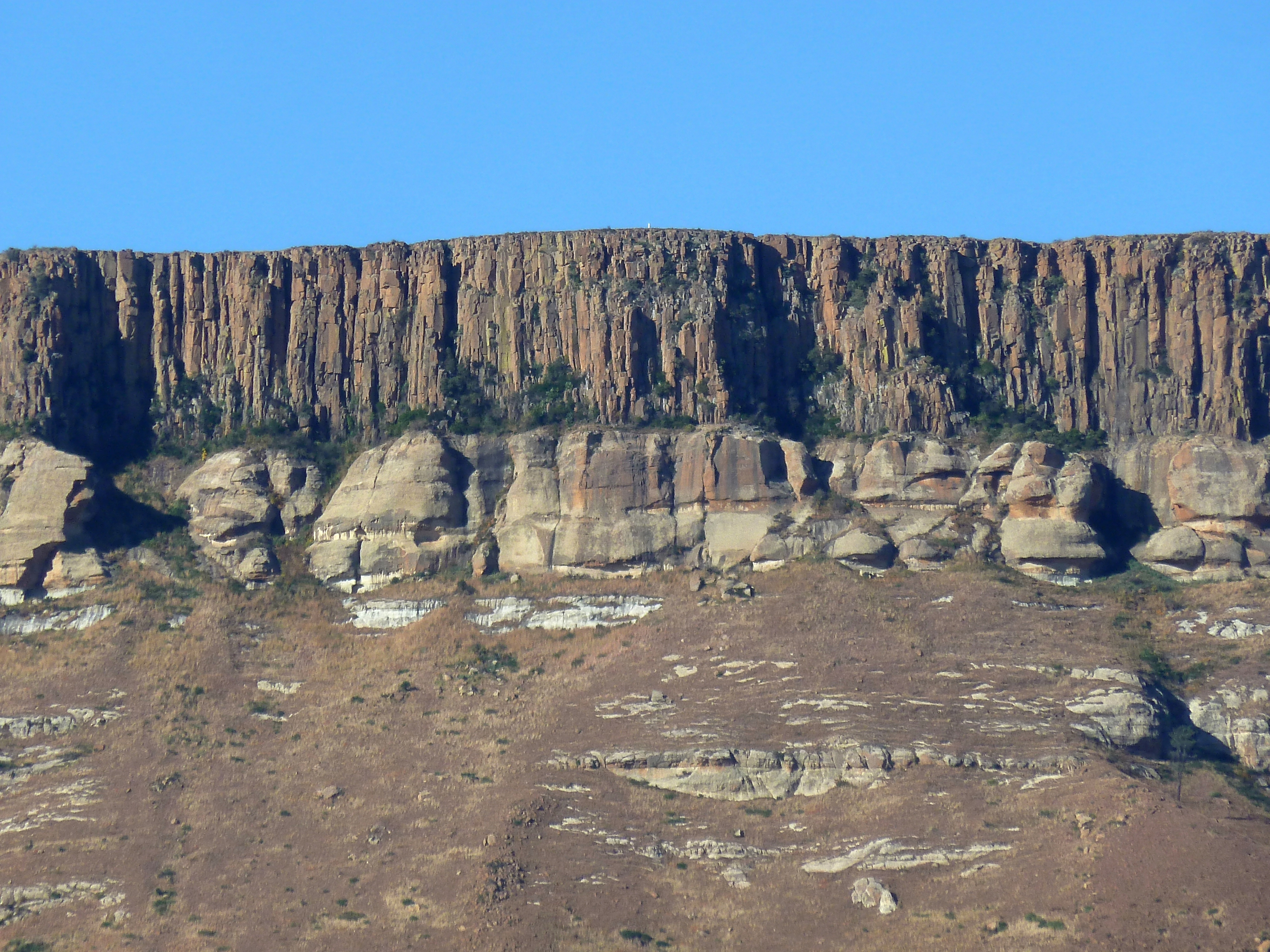
Basalte du Drakensberg, à pentes raides et cannelées, avec des fissures verticales uniformes typiques, reposant sur le grès de la formation de Clarens près de Harrismith, État libre.

Les laves du groupe du Drakensberg couvrent la quasi-totalité du Lesotho et s'étendent au Cap-Oriental, dans la partie sud de l'État libre et la partie orientale du KwaZulu-Natal. Des basaltes présentant la même composition chimique (faible taux de Titane-Zirconium) se trouvent dans la plaine de Springbok Flats dans la province du Limpopo, et d'autres sous-affleurements se trouvent dans l'est du Botswana et au centre de la Namibie. Cela montre que ces laves couvraient une très vaste partie de l'Afrique australe. En outre, des xénolithes d'un basalte de même composition chimique que les laves du Drakensberg ont été trouvés dans des cheminées de kimberlite, formées au Crétacé vers 90 millions d'années, lesquelles ont fait intrusion dans les roches plus anciennes du supergroupe du Karoo. La surrection de l'Afrique australe entraîne une phase d'érosion massive, laquelle enlève plusieurs kilomètres d'épaisseur au sol africain ; il ne reste plus que des restes des laves du groupe sur les hauts plateaux du Lesotho et les parties sommitales de la chaîne du Drakensberg.